# The Other Half (pel·lícula de 1919)
The Other Half és una pel·lícula dramàtica estatunidenca del 1919 dirigida per King Vidor. Produïda per la Brentwood Corporation, la pel·lícula era protagonitzada per l'esposa de Vidor Florence Vidor i va comptar amb la còmica ZaSu Pitts.
La pel·Lícula és la tercera de quatre pel·lícules influenciades per la Ciència Cristiana que representen una breu fase en la producció de Vidor, defensant la superioritat de l'autocuració mitjançant la força moral i complementada amb els beneficis de la vida rural. El febrer de 2020, la pel·lícula es va projectar al 70è Festival Internacional de Cinema de Berlín, com a part d'una retrospectiva dedicada a la carrera de King Vidor.

## Argument
Tal com es descriu en una revista de cinema, El capità Donald Trent (Meredith), el pare del qual és propietari dels molins que són la principal indústria de la petita ciutat, torna del servei a les Forces Expedicionàries Americanes a França amb una visió clara de la humanitat i els drets de la humanitat, decidint començar a treballar a la planta de la part inferior. Amb ell torna el caporal Jimmy Davis (Butler) que recupera el seu antic treball al molí. La estimada de Donald Katherine (Vidor) apareix, com també Jennie Jones, The Jazz Kid (Pitts), que formen el quartet. Després Trent Sr. (Allen) mor i Donald es converteix en gerent dels molins, perdent ràpidament les seves noves visions adquirides. Després d'un accident al molí que cega Jimmy, Donald es nega a veure'l. Katherine, a través de les pàgines editorials d'un diari que ha comprat, arriba al cor de Donald amb les seves columnes i torna a reunir el quartet en unitat i felicitat.

## Repartiment
- Florence Vidor - Katherine Boone
- Charles Meredith - Donald Trent

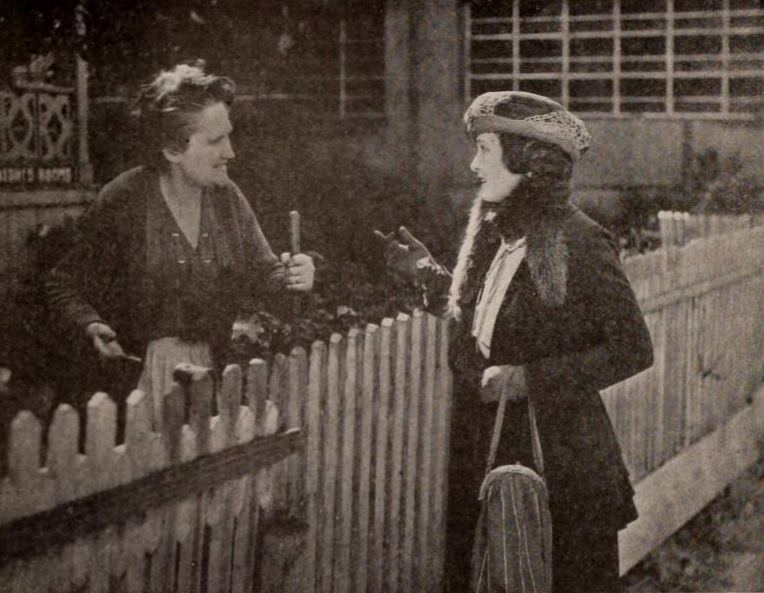
Florence Vidor (dreta)

- ZaSu Pitts - Jennie Jones, The Jazz Kid
- David Butler - Cpl. Jimmy Davis
- Alfred Allen - J. Martin Trent
- Frances Raymond - Mrs. Boone
- Hugh Saxon - James Bradley
- Thomas Jefferson - Caleb Fairman